# أدب السويد

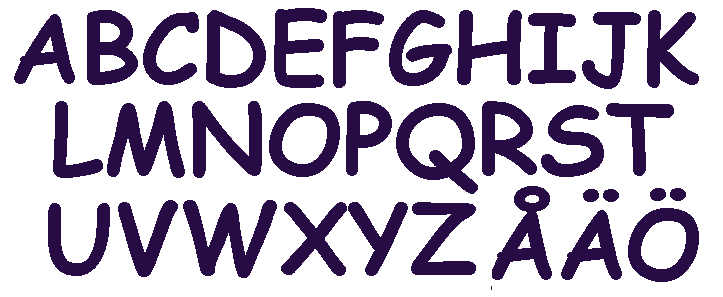
الأبجدية السويدية

يشير مصطلح الأدب السويدي إلى الأدب المكتوب باللغة السويدية أو المكتوب من قِبل كُتّاب سويديين. كان أول نص أدبي عُثر عليه في السويد منقوشًا على حجر روك الروني خلال عصر الفايكنغ نحو عام 800. مع تحول ديانة البلاد إلى المسيحية نحو عام 1100، دخلت السويد العصور الوسطى، والتي فضل الكتّاب الرهبانيون فيها استخدام اللغة اللاتينية. رغم ذلك، كان هناك عدد قليل من النصوص في اللغة السويدية القديمة من تلك الحقبة. ازدهر الأدب السويدي فقط حين توحدت اللغة السويدية في القرن السادس عشر، وجاء التوحيد بشكل كبير كنتيجة لترجمة الإنجيل باللغة السويدية عام 1541. كانت هذه الترجمة هي المسماة إنجيل غوستاف فاسا.
شهد القرن السابع عشر مؤلفين بارزين طوروا اللغة السويدية مع التعليم المتطور والحرية التي جلبتها العلمانية. تضمنت بعض الشخصيات الرئيسية جورج ستيرنهيلم (من القرن السابع عشر)، الذي كان أول من كتب الشعر الكلاسيكي باللغة السويدية؛ بالإضافة إلى يوهان هنريك كيليجرين (من القرن الثامن عشر)، الذي كان أول من كتب النثر السويدي الفصيح؛ وكارل مايكل بيلمان (من أواخر القرن الثامن عشر)، الذي كان أول من كتب قصص التهريج؛ وأوغست ستريندبرغ (من أواخر القرن التاسع عشر)، الذي كان كاتبًا بمذهب الواقعية الاجتماعية وكاتب مسرحيات حصل على شهرة على مستوى العالم. عُرفت الفترة التي بدأت بعام 1880 في السويد بالواقعية لأن الكتابات فيها ركزت تركيزًا قويًا على الواقعية الاجتماعية.
كان هليلمار سودربرغ أحد الروائيين الأوائل في القرن العشرين. استمر القرن العشرين بإنتاج مؤلفين بارزين، مثل سلمى لاغرلوف (الحاصلة على جائزة نوبل عام 1909)، وبار لاغركفيست (الحاصل على جائزة نوبل عام 1951). كان فيلهلم موبرغ أحد الكتاب البروليتاريين المعروفين الذين جنوا شهرة بعد الحرب العالمية الأولى؛ إذ كتب سلسلة من أربع كتب بعنوان «المهاجرين» بين عامي 1949 و1959، والتي تُعتبر أحيانًا أحد أفضل الأعمال الأدبية باللغة السويدية. في الستينيات من القرن العشرين، تعاون ماج سجول وبير وولو لإنتاج سلسلة من روايات التحقيق المحبذة دوليًا. كان هنينغ مانكل هو أنجح كاتب في روايات التحقيق، والذي تُرجمت أعماله إلى 37 لغة حول العالم. أما في نمط أدب التجسس، فكان يان غيو هو الكاتب الأنجح.
في العقود الأخيرة، أثبت مجموعة صغيرة من الكتاب السويديين نفسها على مستوى العالم، مثل الروائي هنينغ مانكل والكاتب المسرحي ستيج لارسون. يشتهر خارج السويد أيضًا كاتب كتب الأطفال أستريد ليندغرين، الذي كتب أعمال مثل «بيبي ذو الجورب الطويل» و«إميل من لونيبرغا».
هناك أيضًا تراث قوي للغة السويدية كلغة أدبية في فنلندا؛ بعد الانفصال في بداية القرن التاسع عشر، أنتجت فنلندا كُتّابًا مثل يوهان لودفيج رونبرغ، الذي كتب الملحمة الوطنية الفنلندية «حكايات إنسن ستال»، بالإضافة إلى «توفي يانسون».

## اللغة الشمالية القديمة
كان لمعظم أحجار الروني هدفًا عمليًا، بدلًا من كونه أدبيًا، وبالتالي فإنها تهم المؤرخين وعلماء اللغة بشكل رئيسي. لا تمتلك العديد من النقوش الرونية الأخرى أي معنى بطبيعتها، إذ استُخدمت لأغراض سحرية أو كتعويذات. كان حجر روك الروني المصنوع نحو عام 800 هو الاستثناء الأدبي الأشهر. يحتوي الحجر على أطول نقش معروف، ويشمل العديد من المقاطع المختلفة من الملاحم والأساطير، وفي أشكال مختلفة من نُظم الشعر. كُتب جزء منه كبيت شعر متجانس. يُعتبر عمومًا بداية الأدب السويدي.

## العصور الوسطى
كان التنصير في السويد أحد الأحداث الرئيسية في تاريخ البلاد، وكان له بطبيعة الحال تأثير عميق على الأدب. يُعتبر حجر روك الروني مثالًا على كيفية انحلال الأدب القديم. يستخدم الحجر نفس الصور التي نُحتت على حجر رامسوند، لكن أضيف صليب مسيحي عليه ودُمجت الصور بطريقة تشوه المنطق الداخلي للأحداث تمامًا. مهما كان السبب، يُصوّر حجر روك الروني كيف كانت الأساطير الوثنية تتجه نحو الانحلال خلال تقدم المسيحية.
ينظر الأدب الآن في النصوص الأجنبية لتوفير الأمثلة. بحلول عام 1200، توطدت المسيحية بحزم وظهرت الثقافة الأوروبية للعصور الوسطى في السويد. تتقن قلة مختارة فقط اللغة المكتوبة، لكن القليل منها كان مكتوبًا. كانت أولى الأعمال المكتوبة باللغة السويدية هي قوانين المقاطعات، والتي كُتبت لأول مرة في القرن الثالث عشر.
كان معظم التعليم توفره الكنيسة الكاثوليكية، وبالتالي فإن الأدب من هذه الفترة كان في الأساس ذا طبيعة لاهوتية أو كهنوتية. تتألف غالبية الأدبيات الأخرى المكتوبة من نصوص قانونية. يستثنى من ذلك سجلات القافية، أو ما يسمى باللغة الألمانية «كنيتلفيرس».

## القرنين السادس عشر والسابع عشر

### أدب الإصلاح
من المعروف أن أدب الإصلاح السويدي كُتب بين عامي 1526 و1658. ومع ذلك، لم تحظ هذه الفترة بتقدير كبير من وجهة نظر أدبية. تُعتبر الفترة بشكل عام خطوة نحو الوراء من حيث التطور الأدبي. كان السبب الرئيسي هو رغبة الملك غوستاف فاسا في السيطرة والرقابة على جميع المنشورات، ما أدى إلى نشر الكتاب المقدس وبعض الأعمال الدينية الأخرى فقط. في الوقت نفسه نُهبت الأديرة الكاثوليكية وأُحرقت الكتب الكاثوليكية. اعتبر الملك أنه من غير المهم تأسيس التعليم العالي، لذلك تُركت جامعة أوبسالا لتتدهور.
كانت هناك مجموعة قليلة نسبيًا من الكُتاب خلال هذه الفترة. كان البرغر (رتبة أو لقب مواطن متميز في القرون الوسطى) لا يزالون يملكون نفوذًا ضئيلًا، في حين تقلصت أهمية رجال الدين في الكنيسة بشدة. ترك الإصلاح البروتستانتي في العشرينيات من القرن السادس عشر القساوسة بجزء بسيط من قوتهم السياسية والاقتصادية السابقة. وجب على السويديين الذين أرادوا الالتحاق بالتعليم العالي السفر إلى الخارج إلى جامعات روستوك أو فيتنبرغ.

## أدب عصر النهضة
تُعرف الفترة بين عامي 1630 و1718 في التاريخ السويدي باسم الإمبراطورية السويدية. وهي توازي جزئيًا فترة أدبية مستقلة. يُعتبر أدب عصر الإمبراطورية السويدية بداية الإرث الأدبي السويدي.
كُتب أدب عصر النهضة بين عامي 1658 و1732. وفي عام 1658، نشر جورج ستيرنهيلم قصيدته «هرقل»، وهي أول قصيدة سداسية الوزن (كُتبت وفقًا لبحر «هيكساميتر») في اللغة السويدية.
عندما أصبحت السويد قوة عظمى، نشأت ثقافة أقوى للطبقة الوسطى. على عكس عصر الإصلاح، لم يعد التعليم مجرد مسألة دراسات كنسية مثل اللاهوت. خلال هذه الحقبة، كان هناك الكثير من التأثيرات من الدول الرائدة في ذلك الوقت، وهي المانيا وفرنسا وهولندا وإيطاليا. كان أمرًا عرضيًا أن الرجل الذي أصبح الشاعر الأول في السويد، جورج ستيرنهليم، كان ملمًا بالفلسفة القديمة أكثر من التعاليم المسيحية.

## القرن التاسع عشر

### الرومانسية
تُعتبر الفترة بين نحو 1805 و1840 في التاريخ الأوروبي باسم الرومانسية. تركت هذه الفترة انطباعًا قويًا على السويد بسبب التأثيرات الألمانية. خلال هذه الفترة القصيرة نسبيًا، كان هناك الكثير من الشعراء السويديين العظماء، إذ يُشار إلى هذه الفترة بالعصر الذهبي للشعر السويدي. بدأت الفترة نحو عام 1810 عندما نُشرت العديد من الدوريات التي رفضت أدب القرن الثامن عشر، كان المجتمع القوطي مجتمعًا مهمًا آنذاك (عام 1811).

### الليبرالية المبكرة
تُعرف الفترة بين عامي 1835 و1879 بالفترة الليبرالية المبكرة في التاريخ السويدي. أصبحت وجهات نظر الرومانسيين ينظر إليها كثيرون على أنها مبالغ فيها ومثقلة بالأعباء الشكلية. تأسست أول صحيفة ليبرالية صريحة في السويد، وهي أفتون بلادت، عام 1830. سرعان ما أصبحت الصحيفة الرائدة في السويد بسبب آرائها الليبرالية وانتقادها الحالة الراهنة للأمور. لعبت الصحيفة دورها في تحويل الأدب في اتجاه أكثر واقعية، بسبب استخدامها الأكثر إيجازًا للغة.
اعتبرت الكثير من المصادر كارل يوناس لوف الماكفيست (1793-1866) العبقري الأكثر بروزًا في القرن التاسع عشر في السويد. نُشر، ابتداءً من عام 1838، سلسلة من القصص المتطرفة اجتماعيًا وسياسيًا تهاجم كلًا من مؤسسات الزواج والمؤسسات الدينية. لا تزال العديد من أفكاره مثيرة للاهتمام للقراء المعاصرين، ولا سيما عمل «دي غو ران» (عام 1839» الذي وصل إلى قائمة أفضل الكتب مبيعًا في ألمانيا في أواخر عام 2004.

### المذهب الطبيعي والواقعية
المذهب الطبيعي هو اسم للفترة الأدبية بين عامي 1880 و1900. تُعرف هذه الفترة في السويد، والتي تبدأ في عام 1880، بالواقعية. يعود السبب بشكل جزئي لتركيز فترة الثمانينيات من القرن التاسع عشر تركيزًا قويًا على الواقعية الاجتماعية، وبشكل جزئي آخر لأن فترة التسعينيات من القرن التاسع عشر كانت فترة خاصة بحد ذاتها، «شعراء التسعينات».
في أواخر القرن التاسع عشر وأوائل القرن العشرين، كان للأدب الإسكندنافي تأثيره الأول والوحيد على الادب العالمي حتى الآن. كان الاسم الرئيسي من السويد هو أوغست ستريندبرغ، ولكن حصل كل من أولا هانسون وسلمى لاغرلوف وفيكتوريا بينديكتسون أيضًا على اعتراف أوسع.
انبثقت الواقعية في السويد في عام 1879. في ذلك العام، نشر أوغست ستريندبرغ رواية «الغرفة الحمراء» وهي رواية ساخرة هاجمت بلا هوادة المجالات السياسية والأكاديمية والفلسفية والدينية.
كان أوغست ستريندبرغ كاتبًا مشهورًا على مستوى العالم في أعماله الدرامية ونثره، ولوحظت موهبته الاستثنائية وفكره المعقد. استمر في كتابة العديد من الكتب والدراما حتى وفاته في ستوكهولم.

## الطبيعية أو الواقعية
المذهب الطبيعي هو أحد أسماء الفترة الأدبية بين 1880 عامي و1900. في السويد، على كلٍ، تُعرف الفترة التي تبدأ في عام 1880 بالواقعية. هذا يرجع جزئيًا إلى أن ثمانينيات القرن التاسع عشر كانت تركز بقوة على الواقعية الاجتماعية، ويرجع ذلك جزئيًا إلى أن التسعينيات كانت فترة متفردة، «شعراء التسعينيات».
في أواخر القرن التاسع عشر وأوائل القرن العشرين، كان للأدب الاسكندنافي تأثيره الأول والوحيد على الأدب العالمي حتى الآن. من السويد، كان الاسم الرئيسي هو «أوغست ستريندبيرغ»، لكن أولًا هانسون، وسيلما لاجيرلوف وفيكتوريا بينيديكتسون حصلوا على اعتراف واسع أيضًا.
حدث تقدم مفاجئ للواقعية في السويد في عام 1879، في ذلك العام، نشر أوغست ستريندبيرغ (ولد عام 1845- وتوفي عام 1912) «الغرفة الحمراء» وهي رواية ساخرة هاجمت بلا هوادة العالم السياسي، والأكاديمي، والفلسفي والديني.
كان أوغست ستريندبيرغ كاتبًا مشهورًا عالميًا بأعماله المسرحية والنثرية، ولوحظت موهبته الاستثنائية وفكره المعقد. استمر في كتابة العديد من الكتب والمسرحيات حتى وفاته في ستوكهولم.

### شعراء التسعينيات
اشتهرت تسعينيات القرن التاسع عشر في السويد بسبب الشعرية الرومانسية الجديدة، وهي رد فعل على الأدب الاجتماعي الواقعي في ثمانينيات القرن التاسع عشر. كان «فيرنر فون هايدنستام» (ولد عام 1859- توفي عام 1940) أول شخصية أدبية بارزة، جاء ظهوره الأدبي في عام 1887 مع مجموعة من القصائد «سنوات السفر والتجوال». بعد سنوات قليلة، ظهر غوستاف فرودينغ لأول مرة. رغم أنه كان مثيرًا للجدل في زمنه، إلا أن فرودينغ أثبت أنه أكثر شعراء السويد شهرة.
من الممكن القول إن الروائية سيلما لاغرلوف (1858- 1940) كانت ألمع النجوم في التسعينيات من القرن التاسع عشر، واستمر تأثيرها حتى العصر الحديث. اثنان من أعمالها الرئيسية، التي تُرجمت إلى عدة لغات، هي مغامرات نيلز الرائعة (1906-1907) وملحمة غوستا بيرلينغ (1891)، لكنها كتبت أيضًا العديد من الكتب التي تحظى بتقدير كبير. مُنحت لاغرلوف جائزة نوبل في الأدب في عام 1909، وذلك لقدرتها على سرد القصص.

## القرن العشرين

### العصرية
في عام 1910، بدأت فترة أدبية جديدة مع أوغست ستريندبيرغ، الذي نشر العديد من المقالات النقدية، المعارضة للعديد من القيم المحافظة. مع ظهور الديموقراطية الاجتماعية والإضرابات واسعة النطاق، كانت الرياح تهب في اتجاه الإصلاحات الاجتماعية.
في العقد الثاني من القرن العشرين، كان الشكل المهيمن للتعبير الأدبي هو الرواية. أحد أوائل الروائيين كان «هجالمار سودربرغ» (1869- 1941). كتب سودربرغ بطريقة ساخرة نوعًا ما، في بعض الأحيان مع إيحاءات نيتشه، وخيبة الأمل والتشاؤم. في عام 1901 نشر «شباب مارتن بيرك». كان موضع تقدير عند الكثيرين بسبب صفاته الأدبية، لكن الجانب الأكبر كان تصويره لستوكهولم، والتي تعتبر على نطاق واسع أفضل صورة لمدينة ستوكهولم على الإطلاق. ومع ذلك، فإن عمله الأكثر شهرة لم يأت بعد: دكتور غلاس (1905)، وهي قصة من الانتقام والعاطفة، ينظر إليها البعض على أنها الأفضل والأكثر كمالًا من جميع الروايات السويدية. مارغريت أتوود، على سبيل المثال، قالت عن الدكتور غلاس: «إنه يحدث على أعتاب القرنين التاسع عشر والعشرين، لكنه يفتح الأبواب التي فتحت الرواية منذ ذلك الحين».

### الأدب البروليتاري
كان للزراعة السويدية نظام مع العمال يدعى «Statare»، الذي كان يدفع لهم أجورًا فقط، مع المنتج والسكن، مقارنة بنظام المقايضة الأنجلوسكسونية. من بين الأشخاص القلائل الذين شاركوا في هذه الخلفية الفكرية، كان الكتّاب إيفار لو يوهانسون، ومو مارتينسون وجان فريديجارد. كانت أعمالهم مهمة لإلغاء النظام.
كان فيلهلم موبيرغ (1898-1973) كاتبًا بروليتاريًّا مشهورًا. كتب عادة عن حياة الناس العاديين وخاصة الفلاحين. نشر عمل موبيرغ الضخم بعد فترة وجيزة من الحرب العالمية الثانية: سلسلة المهاجرين التي تضم أربعة مجلدات (1949-1959)، حول الهجرة السويدية إلى أمريكا الشمالية. في هذا العمل، صوّر موبيرغ بشكل عاطفي زوجين من القرن التاسع عشر أثناء انتقالهما إلى العالم الجديد؛ والكثير من النضالات والصعوبات التي كان عليهما تحمّلها.

### أدب الأطفال
في ثلاثينيات القرن العشرين، ظهر وعي جديد باحتياجات الأطفال. تجلى ذلك بعد فترة وجيزة من الحرب العالمية الثانية، عندما نشرت أستريد ليندغرين «بيبّي لونغستوكينغ» في عام 1945. أثار سلوك بيبّي المتمرد في البداية مقاومة بين بعض المدافعين عن القيم الثقافية، لكنها قُبلت في النهاية، وتم تحرير أدب الأطفال من الالتزام بتعزيز الأخلاقية.
استمرت أستريد ليندغرين في نشر العديد من كتب الأطفال الأكثر مبيعًا والتي جعلتها في نهاية المطاف صاحبة أكثر الكتب السويدية قراءة، بغض النظر عن النوع، مع أكثر من مئة مليون نسخة مطبوعة في جميع أنحاء العالم والترجمات إلى أكثر من 80 لغة. في العديد من الكتب الأخرى، أظهرت ليندغرين فهمها الجيد لفكر الأطفال وقيمهم؛ في «الأخوة قلب الأسد عن الموت»، وكذلك قصة الشجاعة. في «ميو، ابني»، قصة خرافية عن الصداقة. لكن ليست كل قصصها ذات رسائل عميقة. ثلاثة كتب عن «كارلسون على السقف» (1955، 62، 68) عن رجل قصير، سمين ومؤذٍ، بمروحة على ظهره، يصادق صبيًّا. كتبت ليندغرين 12 كتابًا عن «إميل مابل هيلز» وهو صبي يعيش في ريف سمولاند في أوائل القرن العشرين، ويعاني باستمرار من مشاكل بسبب مزاحه، ومع ذلك يصبح في وقت لاحق رجلًا مسؤولًا وذكيًّا، ورئيس مجلس البلدية.
أحد الكتّاب الخياليين القلائل في الأدب السويدي باستثناء ليندغرين كان الكاتب الفنلندي توف يانسون (1914-2001)، الذي كتب، باللغة السويدية، عن المومنز. المومنز هم الأقزام الذين يعيشون في دولة مستقلة اقتصاديًّا وسياسيًّا، دون أي مخاوف مادية. ناشد المومنز الناس في العديد من البلدان المختلفة وترجمت كتب يانسون إلى أكثر من 30 لغة.